# Uliweb
Uliweb（UnLimited Web Framework）是一款中型Pythonweb框架。
框架采用与Django相同的MVT模式和Web2py的模板，底层基于Werkzeug，数据库ORM则对SQLAlchemy进行了封装。Uliweb使用BSD授权。

## 特性
- 与Django相似的MVT模式
- 良好的中文支持（纯中文文档，字符串全部采用UTF-8编码）
- 基于应用的项目结构
- 灵活的插件处理机制
- 支持多种部署环境（包括GAE,BAE,SAE,Heroku等)